# 참꽃나무

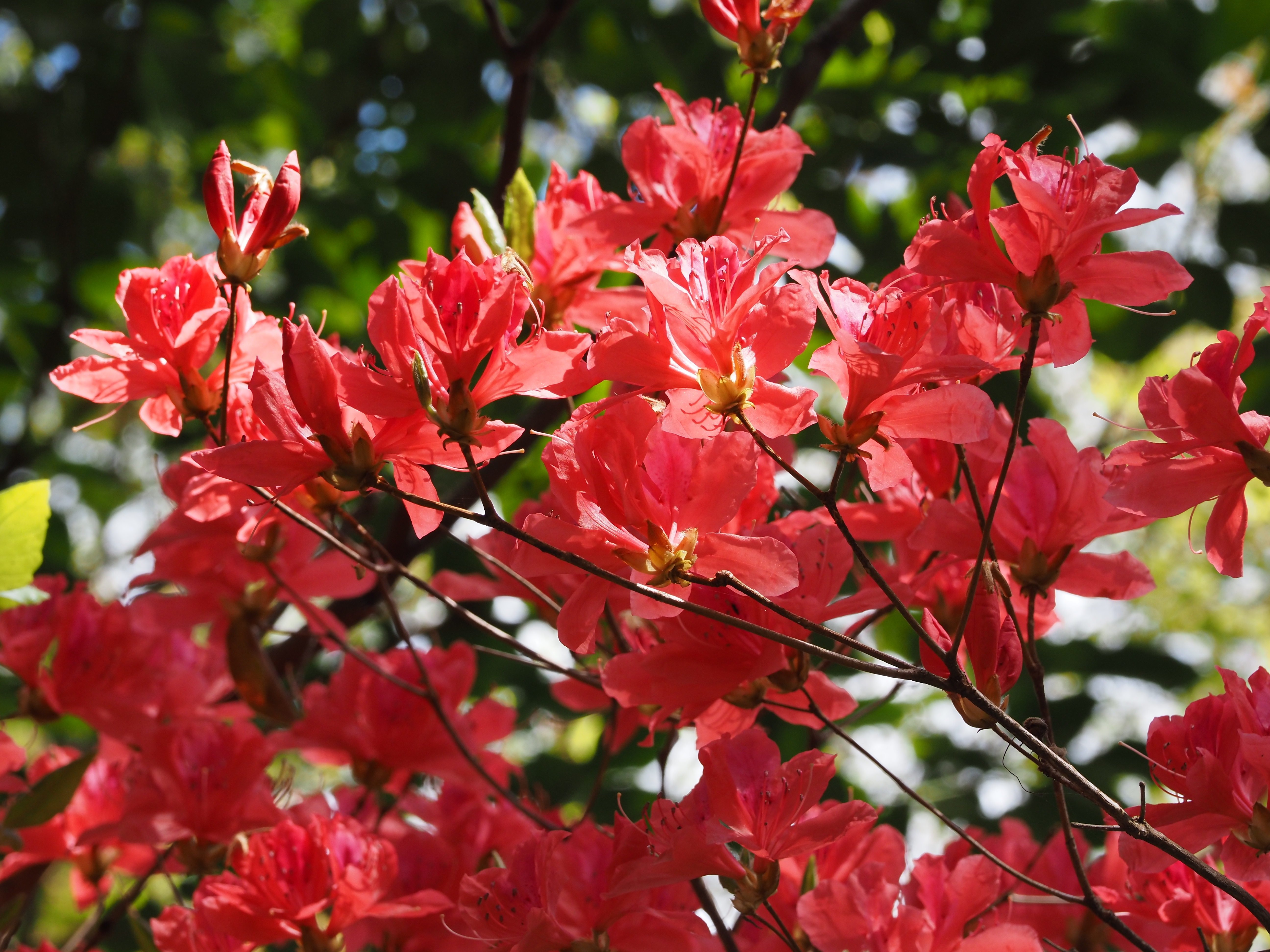

참꽃나무는 한국·일본 등지에 분포하는 낙엽관목으로 높이 3~6m이다. 가지는 넓게 퍼지며 어릴 때는 갈색털이 빽빽이 난다. 잎은 어긋나기하지만 가지 끝에서는 2~3개씩 달리고 넓은 달걀꼴이나 달걀 모양 원형이다. 양면에 갈색털이 있다가 없어지며 앞면은 광택이 있다. 잎자루는 길이 5~10mm로서 갈색털과 센털이 있다. 꽃은 잎과 함께 5월에 피고 지름 3.5~6.6cm로서 홍색이며 깔때기 모양으로 가지 끝에 2~4개씩 달린다. 수술은 10개이고 꽃부리보다 짧다. 열매는 원통형이나 달걀꼴이고 갈색털이 있으며 길이 1~2mm로서 9월에 익는다. 진달래나 철쭉류에 비해 꽃이 크고 높게 자라나 남성적인 느낌이 든다 하여 참꽃나무라는 이름이 붙여졌다.